# Departamento de Palpalá
Departamento de Palpalá är en kommun i Argentina.   Den ligger i provinsen Jujuy, i den norra delen av landet, 1 300 km nordväst om huvudstaden Buenos Aires.
I omgivningarna runt Departamento de Palpalá växer i huvudsak lövfällande lövskog. Runt Departamento de Palpalá är det ganska tätbefolkat, med 100 invånare per kvadratkilometer.